# Claudius Hermann Bojunga
Claudius Hermann Bojunga (auch: Klaudius Bojunga,) (* 4. August 1836 in Leer (Ostfriesland); † 28. April 1913 in Hannover) war ein deutscher Jurist und hannoverscher Kommunalpolitiker.

## Leben

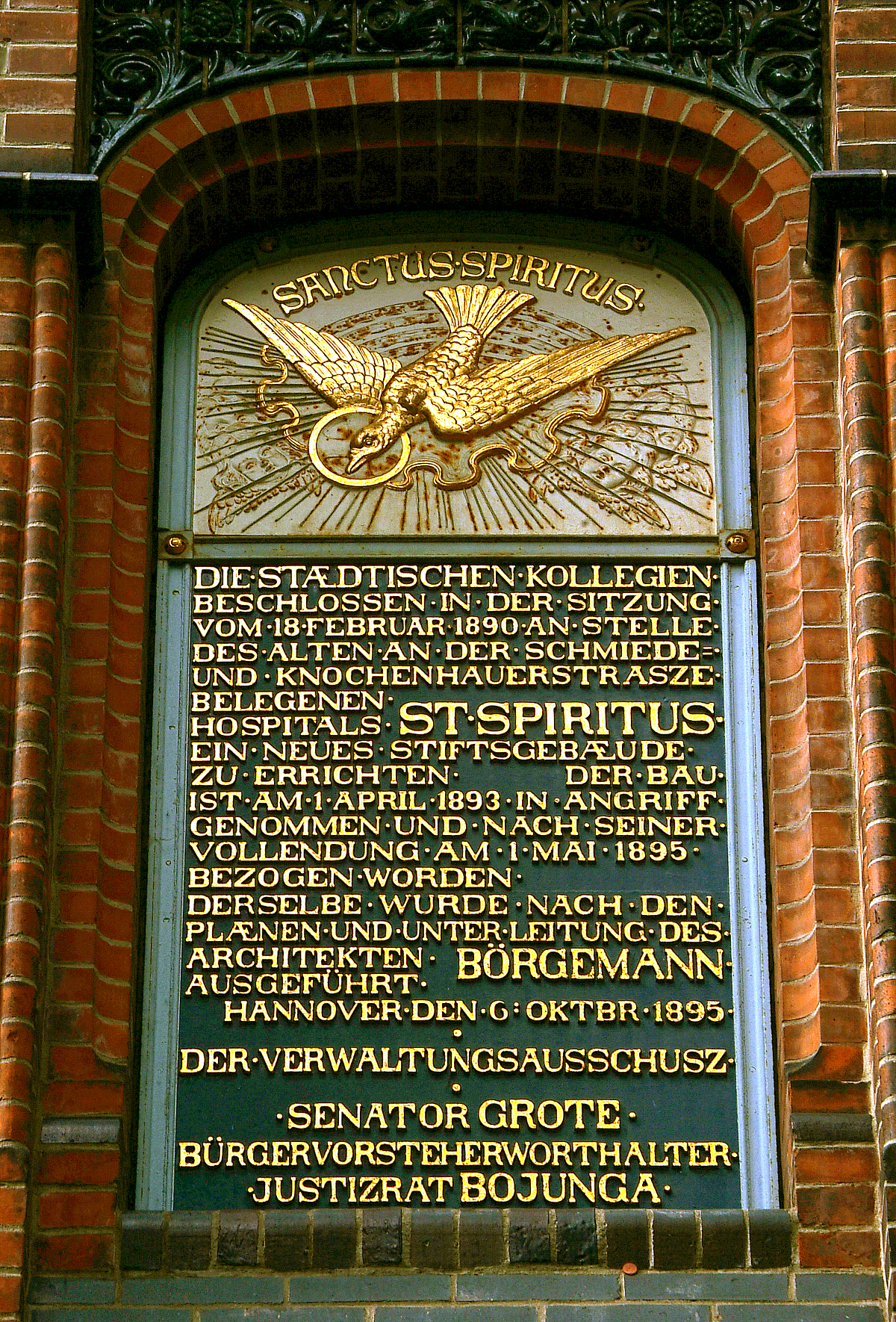
Inschrift am Neubau des Stift zum Heiligen Geist von 1895 mit der Nennung des Bürgervorsteher-Worthalters Justizrat Bojunga

### Familie
Claudius Hermann Bojunga war der Vater von Klaudius Bojunga und Großvater von Helmut Bojunga. Die Tochter Johanna heiratete den Politiker Ernst Brandes.

### Werdegang
Claudius Hermann Bojunga studierte von 1856 bis 1859 Rechtswissenschaften an den Universitäten in Göttingen, in Heidelberg sowie in Berlin. Nach seinem Vorbereitungsdienst ließ er sich ab 1864, noch zur Zeit des Königreichs Hannover, in der damaligen Residenzstadt als selbständiger Rechtsanwalt nieder. Nachdem Bojunga 1870 zum nun preußischen Obergerichtsanwalt ernannt worden war, folgte 1890 die Ernennung zum Justizrat, 1907 schließlich zum Geheimen Justizrat.
Unterdessen war Bojunga auch als Kommunalpolitiker tätig geworden: 1889 bis 1907 war er zunächst in das Amt als Bezirksvorsteher gewählt worden, hatte von 1891 bis 1902 auch das Amt des Worthalters inne, war also Vorsteher des gesamten Bürgervorsteherkollegiums in Hannover. Als solcher unterzeichnete er 1895 etwa den Beschluss zum Neubau des Stifts zum Heiligen Geist. Der Sachverstand und der Rat des Geheimen Justizrates waren so geschätzt, dass Bojunga 1907 schließlich zum Senator ernannt wurde.
Des Weiteren übte Claudius Hermann Bojunga zahlreiche Ehrenämter aus, darunter den Vorsitz der Geographischen Gesellschaft zu Hannover sowie den Vorsitz des Vereins für die Geschichte der Stadt Hannover.
Bojunga starb 1913 im Alter von 76 Jahren und wurde auf dem Stadtfriedhof Engesohde in Hannover beigesetzt.